# Écouves
Pour l’article homonyme, voir Forêt d'Écouves.
Écouves est une commune nouvelle française située dans l’Orne, en région Normandie, peuplée de 1 673 habitants. Elle est issue du regroupement des trois communes de Forges, Radon et Vingt-Hanaps le 1er janvier 2016.

## Géographie

### Hydrographie
La commune est située dans le bassin Loire-Bretagne. Elle est drainée par la Briante, le Betz, la Forêt, le Bézier, le Landeau et le ruisseau de Bézier,.
La Briante, d'une longueur de 17 km, prend sa source dans la commune du Bouillon et se jette  dans la Sarthe à Alençon, après avoir traversé six communes. 
Le Betz, d'une longueur de 13 km, prend sa source dans la commune  et se jette  dans la Sarthe en limite de Hauterive et de Semalle, après avoir traversé quatre communes. 
Un plan d'eau complète le réseau hydrographique : l'étang de Radon (3,95 ha),.

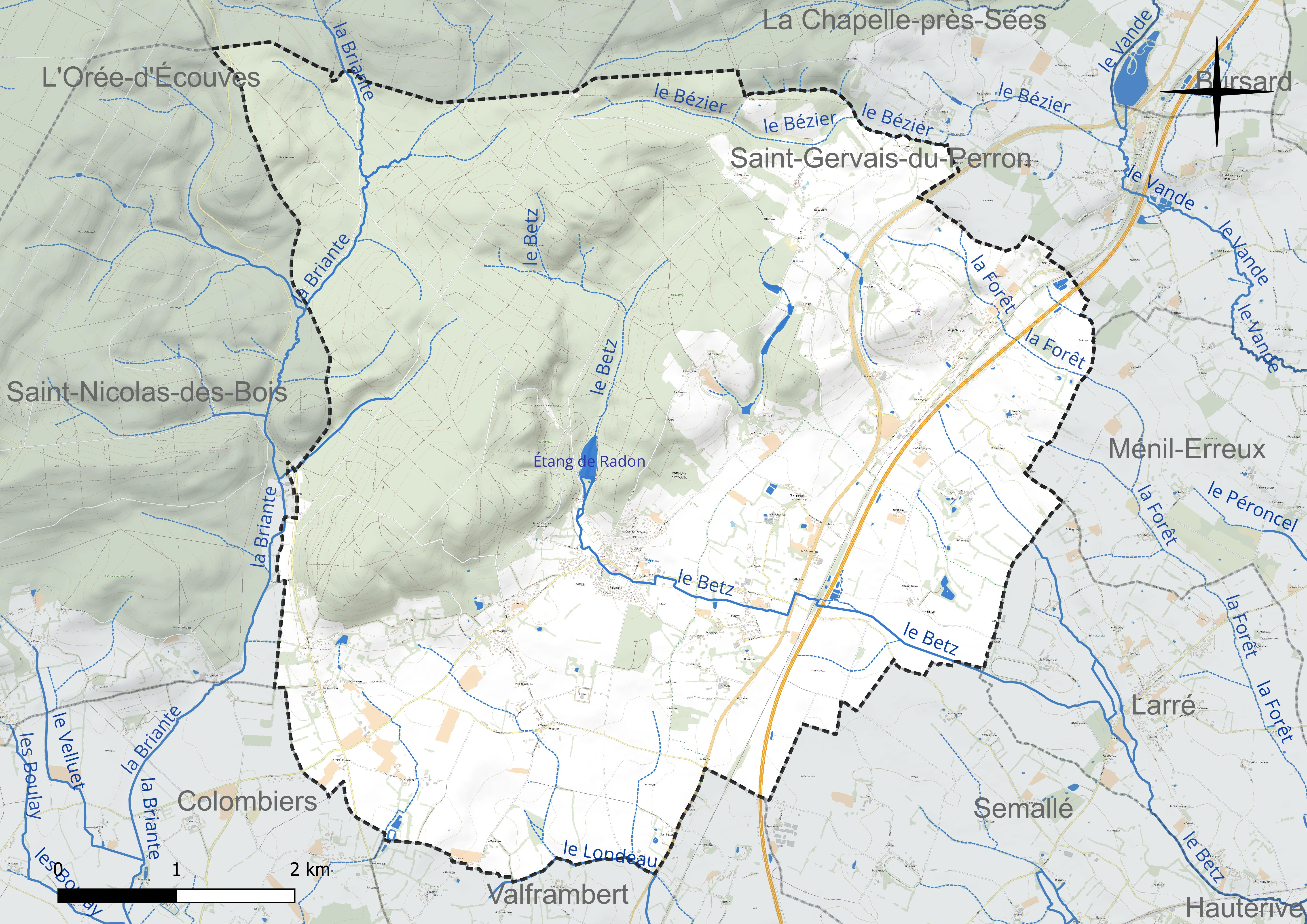
Réseau hydrographique d'Écouves.

### Climat
Pour des articles plus généraux, voir Climat de la Normandie et Climat de l'Orne.
En 2010, le climat de la commune est de type climat océanique dégradé des plaines du Centre et du Nord, selon une étude du CNRS s'appuyant sur une série de données couvrant la période 1971-2000. En 2020, Météo-France publie une typologie des climats de la France métropolitaine dans laquelle la commune est dans une zone de transition entre le climat océanique et le climat océanique altéré et est dans la région climatique Normandie (Cotentin, Orne), caractérisée par une pluviométrie relativement élevée (850 mm/a) et un été frais (15,5 °C) et venté. Parallèlement le GIEC normand, un groupe régional d’experts sur le climat, différencie quant à lui, dans une étude de 2020, trois grands types de climats pour la région Normandie, nuancés à une échelle plus fine par les facteurs géographiques locaux. La commune est, selon ce zonage, exposée à un « climat des plateaux abrités », se caractérisant par une pluviométrie et des contraintes thermiques modérées mais aussi, par effet de continentalité, des températures plus contrastées qu'au nord dans la plaine de Caen, avec communément 10 à 15 jours par an de plus de froid en hiver et de chaleur en été.
Pour la période 1971-2000, la température annuelle moyenne est de 10,5 °C, avec une amplitude thermique annuelle de 14,2 °C. Le cumul annuel moyen de précipitations est de 763 mm, avec 12,2 jours de précipitations en janvier et 7,3 jours en juillet. Pour la période 1991-2020, la température moyenne annuelle observée sur la station météorologique la plus proche, située sur la commune d'Alençon à 8 km à vol d'oiseau, est de 11,3 °C et le cumul annuel moyen de précipitations est de 743,7 mm,. Pour l'avenir, les paramètres climatiques de la commune estimés pour 2050 selon différents scénarios d’émission de gaz à effet de serre sont consultables sur un site dédié publié par Météo-France en novembre 2022.

## Urbanisme

### Typologie
Au 1er janvier 2024, Écouves est catégorisée commune rurale à habitat dispersé, selon la nouvelle grille communale de densité à sept niveaux définie par l'Insee en 2022.
Elle est située hors unité urbaine. Par ailleurs la commune fait partie de l'aire d'attraction d'Alençon, dont elle est une commune de la couronne,. Cette aire, qui regroupe 89 communes, est catégorisée dans les aires de 50 000 à moins de 200 000 habitants,.

## Toponymie
Ce néotoponyme emprunte son nom à celui de la forêt.
Voir forêt d'Écouves.

## Histoire
| Nom           | Code Insee | Intercommunalité | Superficie (km2) | Population (dernière pop. légale) | Densité (hab./km2) |
| ------------- | ---------- | ---------------- | ---------------- | --------------------------------- | ------------------ |
| Radon (siège) | 61341      | CU d'Alençon     | 19,81            | 1 036 (2019)                      | 52                 |
| Forges        | 61175      | CU d'Alençon     | 5,01             | 214 (2019)                        | 43                 |
| Vingt-Hanaps  | 61509      | CU d'Alençon     | 11,58            | 397 (2019)                        | 34                 |

La création de la nouvelle commune est effective le 1er janvier 2016, entraînant la transformation des trois anciennes communes en « communes déléguées » d'Écouves dont la création a été entériné par l'arrêté préfectoral du 29 septembre 2015. Les communes déléguées sont supprimées à l'occasion de l'élection municipale de décembre 2016.

## Politique et administration

### Liste des maires
| Période         | Période                  | Identité        | Étiquette | Qualité               |
| --------------- | ------------------------ | --------------- | --------- | --------------------- |
| janvier 2016    | octobre 2016 (démission) | Léonce Thulliez |           | Ancien maire de Radon |
| 8 décembre 2016 | En cours                 | Alain Meyer     |           | Agent hospitalier     |

## Démographie
L'évolution du nombre d'habitants est connue à travers les recensements de la population effectués dans la commune depuis sa création.
En 2022, la commune comptait 1 673 habitants, en évolution de −1,41 % par rapport à 2016 (Orne : −3,21 %, France hors Mayotte : +2,11 %).
| 2014  | 2015  | 2016  | 2021  | 2022  |
| ----- | ----- | ----- | ----- | ----- |
| 1 746 | 1 721 | 1 697 | 1 664 | 1 673 |